# 西開普梅 (新澤西州)
西開普梅（英語：West Cape May）是位於美國新澤西州開普梅縣的自治市鎮。

## 人口
根據2020年美國人口普查的數據，西開普梅的面積為3.07平方千米，當中陸地面積為3.04平方千米，而水域面積為0.03平方千米。當地共有人口1010人，而人口密度為每平方千米329人。